# Cool Attitude
Pour le film (2005), voir Cool Attitude, le film.
Cool Attitude (The Proud Family) est une série télévisée d'animation américaine en 53 épisodes de 22 minutes, créée par Bruce W. Smith et diffusée entre le 15 septembre 2001 et le
19 août 2005 sur Disney Channel.
Une suite sous forme de reboot est prévue sous le nom de Cool Attitude, encore plus cool et sera diffusée sur la plateforme Disney+ le 23 février 2022.

## Synopsis
Penny Proud est une Afro-américaine qui doit s'efforcer de s'adapter à ses premières années d'adolescence. Elle se retrouve souvent dans des situations humoristiques et décalées. Un défi pour la jeune fille de 14 ans qui doit associer vie familiale et scolaire.

## Distribution des voix
Cool Attitude est connue pour toutes les personnalités qui ont prêté leur voix ou participé au tournage de la série (dont la majorité appartient à l'industrie du hip-hop et du R&B), parmi lesquelles : Omarion, Mo'Nique, Solange Knowles, Gabrielle Union, Frank Welker, Vanessa L. Williams, Sheryl Lee Ralph, Carlos Mencia, Shia LaBeouf, Wendy Raquel Robinson, Lisa Raye, Cicely Tyson, Ray J, Luther Vandross, Cree Summer, Miss Kittie, Anthony Anderson, Jamal Mixon, David Alan Grier, Ron Glass, Jenifer Lewis, Robert Guillaume, Samuel L. Jackson, Vivica A. Fox, Mariah Carey, Ashanti, Kobe Bryant, Kurt 'Big Boy' Alexander, Lil' Romeo, Raven-Symone, Alicia Keys, Al Roker, Lou Rawls, Dante Basco, Pablo Santos, Tisha Campbell-Martin, Smokey Robinson, James Avery, et Steve Harvey.

### Voix originales
- Kyla Pratt : Penny Proud
- Tommy Davidson : Oscar Proud
- Paula Jai Parker : Trudy Proud
- Jo Marie Payton : Mamita Proud
- Tara Strong : BeBe Proud, CeCe Proud & Puff le Chien
- Karen Malina White : Charlotte Jones
- Soleil Moon Frye : Zoey Howzer
- Alisa Reyes (en) : Maria Boulevardez
- Orlando Brown : Sticky (Stevie) Webb
- Cedric the Entertainer : Bobby Proud
- Phil LaMarr : Michael Collins
- Raquel Lee : Nubia Gross
- Kevin Michael Richardson : Omar Philips
- Cree Summer : Peabo
- Carlos Mencia : Felix Boulevardez
- María Canals : Sunset (Victoria) Boulevardez, Marsha Mitsubishi
- Alvaro Gutierrez : Papi Boulevardez
- Aries Spears : Magic Kelly
- Patricia Belcher : Mlle Hightower
- Gedde Watanabe : M.C Nabab
- Michael T. Paulk : Myron Lewinski
- Lou Rawls : lui-même

### Voix françaises
- Karine Foviau : Penny Proud
- Serge Faliu : Oscar Proud
- Zaïra Benbadis : Trudy Proud
- Danièle Hazan : Mamita Proud
- Annabelle Roux : Charlotte Jones
- Charlyne Pestel : Zoey Howzer
- Chantal Macé : Maria Boulevardez, voix additionnelles
- Élisa Bourreau : Nubia Gross
- Jean-Claude Donda : Magic Kelly (1re voix), Raja le tigre (épisode 4), Dr Payne (épisode 8), Percy Proud (épisode 9), Omar Philips, voix additionnelles
- Christophe Lemoine : Stevie Webb
- Christophe Peyroux : Bobby Proud
- Jacques Bouanich : Felix Boulevardez, voix additionnelles
- Dominique Vallée : Victoria Boulevardez
- Emmanuel Garijo : Michael Collins, Frankie (épisode 7)
- Charles Pestel : Myron Lewinski
- Gérard Surugue : Magic Kelly (2e voix), voix additionnelles
- Laurent Morteau : MC Nabab, Mega (épisode 5)
- Claude Lombard : voix chantées, chœurs
- Philippe Dumat : Randolph Verascola
- Éric Chevalier : Johnny McBride
- Thierry Bourdon : Kwok Wong
- Daniel Beretta : Lou Rawls (épisode 13)
Version française
  - Studio de doublage : SOFI
  - Direction artistique : Sophie Deschaumes
  - Adaptation : Liliane Talut, Michel Mella

## Personnages

### Personnages principaux
- Penny Proud a 15 ans et est souvent embarrassée par Oscar Proud, son père, véritable papa-poule aux inventions culinaires parfois folles. Elle adore trainer avec ses amis Maria, Charlotte, Zoé et Stevie.
- Oscar Proud est le père de Penny, BéBé et CéCé. C'est le fils de Mamita. Oscar possède sa propre entreprise et fabrique une nourriture immangeable "Les casse-croûtes Proud".  Oscar aime énormément son épouse, Trudy et ses enfants, avec qui il peut se montrer trop protecteur.
- Dr Trudy Proud est la femme d'Oscar Proud et la mère de Penny, BéBé et CéCé.Vétérinaire, son père est psychiatre.
- BéBé & CéCé Proud sont des jumeaux trouble-fêtes âgés d'un an. BéBé, le garçon, porte un magnifique afro et a toujours un biberon dans sa bouche. CéCé, la fille, est le portrait craché de Trudy. Elle porte un tutu rose. Ils adorent Penny à tel point qu'ils lui peuvent lui causer quelques ennuis. Ils prennent également un malin plaisir à martyriser Pouf, le chien de Mamita.
- Mamita Proud est une mamie cool, très stricte envers son fils Oscar mais beaucoup plus permissive avec Bobby. Malgré tout, elle les adore autant l'un que l'autre. Si Mamita est tombée sous le charme de Papi, le grand-père de Maria, lui, au contraire, ne semble pas partager ses sentiments.
- Pouf est le caniche de Mamita. Comme sa maîtresse, Pouf déteste Oscar et est souvent tourmenté par BéBé et CéCé
- Bobby Proud  est le frère d'Oscar Proud. Chanteur, il fait souvent des concerts avec son groupe les Blues Brothers et a un style très marqué par les années disco.

## Épisodes

### Première saison (2001-2002)
1. Vas-y ! (Bring It On)
2. En grève (Strike)
3. Rumeurs (Rumors)
4. Celle qui murmurait à l'oreille des tigres (Tiger Whisperer)
5. E-Z Jackster (EZ Jackster)
6. Le concours d'orthographe (Spelling Bee)
7. Elle a du chien (She's Got Game)
8. Le rendez-vous défendu (Forbidden Date)
9. Le chouchou de la prof (Teacher's Pet)
10. Titre français inconnu (Don't Leave Home Without It)
11. Un noël particulier (Seven Days of Kwanzaa)
12. Sœur Grosse moins moche (Makeover)
13. La fête (The Party)
14. Aime ton voisin (Love Thy Neighbor)
15. J'ai fait un rêve (I Had a Dream)
16. Je t'aime, Penny (I Love You Penny Proud)
17. Le Périple de Pouf (Puff's Magic Adventure)
18. Dans le monde des brutes (Enter the Bullies)
19. Les Altos (The Altos)
20. L'hélicoptère Hip-Hop (Hip-Hop Helicopter)
21. Roméo doit se marier (Romeo Must Wed)

### Deuxième saison (2002-2004)
1. Une star est méprisée (A Star Is Scorned)
2. Une héroïne pour Halloween (A Hero for Halloween)
3. Rien n'est comparable au grand amour, poupée (Ain't Nothing Like The Real Thingy, Baby)
4. Justice poétique (Poetic Justice)
5. Derrière les liens familiaux (Behind Family Lines)
6. Hourra pour lesha (Hooray for Iesha)
7. Week-end en camping (Camping Trip)
8. Un tigre caché, une Penny de gagnée (Crouching Trudy, Hidden Penny)
9. Camp d'entraînement à sensation (Pulp Boot Camp)
10. La ville des préados (Tween Town)
11. Exceptionnel (One In A Million)
12. Hum... ça a le goût de... (Hmmm...Tastes Like)
13. Il y a quelque chose chez Rene (There's Something about Rene)
14. Les aventures du bébé-sitting (Adventures in Bebe-Sitting)
15. Surf & turf (Surf and Turf)
16. La légende de Johnny Joli (The Legend of Johnny Lovely)
17. Le camp, le conseiller, la taupe et la pierre (The Camp...The Counselor...The Mole...And The Rock)
18. Opération vol (It Takes a Thief)
19. Le blues des cloches (Wedding Bell Blues)
20. Penny Potter (Penny Potter)
21. Chérie, je me sens rajeunir (Monkey Business)
22. Thelma et Luis (Thelma And Luis)
23. Le choc des cultures (Culture Shock)
24. Élection (Election)
25. Le Bon, la Brute et le Truand (The Good, The Bad and the Ugly)
26. Snackmania 6 : Mongo contre le fils à maman (Smackmania 6: Mongo vs. Mama's Boy)
27. Les adeptes de Suga Mama (Suga Mama's Believers)
28. De jumeaux à préados (Twins To Tweens)
29. Sœurs de cœur (She Drives Me Crazy)
30. C'est moi que tu traites de poule mouillée ? (Who you Callin' a Sissy?)
31. Le canard taré (Duck Story)

## Commentaires

### Production
Cette série a été créée par Bruce W. Smith et produit dans son studio (Jambalaya Studios). Le projet a été apporté par Nickelodeon et repris par Disney Channel en 2001. Certains de ces épisodes ont été modifiés avec Macromedia Flash.